# Woodland Park (New Jersey)
Woodland Park – miasto w Stanach Zjednoczonych, w stanie New Jersey, w hrabstwie Passaic. W 2010 roku liczyło 11 819 mieszkańców.